# Wolfgang Geiger
Wolfgang Geiger (geboren 17. Januar 1875 in Wien; gestorben 1. Februar 1961 ebenda) war ein österreichischer Schauspieler, Dramaturg, Drehbuchautor und Regisseur beim deutschen Stummfilm.

## Leben und Wirken

### Am Theater
Geiger, ein Sohn des Tischlermeisters Wolfgang Geiger und seiner Frau Maria, geb. Hamedinger, begann mit 18 Jahren als Schauspieler zu arbeiten und war zunächst, Spielzeit 1893/94, am Stadttheater Salzburg verpflichtet gewesen. Ab 1894 wirkte er am Theater in der Josefstadt seiner Heimatstadt Wien, nebenbei (in den Sommermonaten 1894 bis 1900, wenn die großen Wiener Bühnen saisonal bedingt pausierten) trat Geiger auch am Hoftheater Bad Ischl auf. Als Josef Jarno, Chef des Josefstädter Theaters, auch das Wiener Lustspieltheater übernahm, folgte ihm Geiger dorthin und übte die Funktion eines Sekretärs und Direktionsstellvertreters aus. Schließlich, unmittelbar vor dem Ersten Weltkrieg, stieg Geiger auch zum Direktionsstellvertreter des Josefstädtischen Theaters auf.

### Im Krieg
Während des Krieges wurde Wolfgang Geiger eingezogen und diente für das Deutsche Kaiserreich zunächst an der Westfront. Als er abberufen wurde, leistete Geiger seinen Restdienst im Kriegsministerium in München ab.

### Beim Film
Geiger hatte bereits zu seiner Theaterzeit erste Kontakte zum Film geknüpft und diente 1912 Max Reinhardt als Hilfsregisseur bei dessen früher Inszenierung Das Mirakel. Schließlich wechselte Wolfgang Geiger endgültig zum Film und wirkte zunächst (vor 1914) als Autor für die Wiener Niederlassung der französischen Firma Éclair und dann als Filmreferent der Wiener Fachzeitschrift Kinematographische Rundschau. Bei Kriegsende 1918 begann Geiger in Deutschland Drehbücher zu verfassen. Gleich zum Jahresende 1918, bei seinem Debüt als Autor, kam es bei einer belanglosen Komödie zur Zusammenarbeit mit dem nachmals berühmten Filmregisseur Fritz Lang. Nur wenige Jahre später stellte Wolfgang Geiger seine filmische Tätigkeit wieder weitgehend ein.

### Als Schriftsteller
Wolfgang Geiger hat eine Anzahl von Bühnenwerken geschrieben, darunter:
- Der Märchenhans (ein Märchenspiel)
- Vollmond (ein Lustspiel)
- Die Liebe in Griechenland (eine Operette)
- Der Zimmerkellner (ein Schwank)

## Filmografie
- 1919: Die Ehe der Frau Mary (Drehbuchautor)
- 1919: Die Insel der Glücklichen (Drehbuchautor)
- 1919: Wolkenbau und Flimmerstern (Drehbuchautor und Mitregie)
- 1919: Das ewige Rätsel (Drehbuchautor)
- 1920: Die Augen der Maske (Drehbuchautor)
- 1920: Die Dreizehn aus Stahl (Drehbuchautor)
- 1920: Das Haupt des Juarez (Drehbuchautor)
- 1921: Marizza, genannt die Schmugglermadonna (Vorlage für das Drehbuch)
- 1923: Dämon Zirkus (Drehbuchautor)
- 1926: Fräulein Josette – meine Frau (Dramaturgie)
- 1926: Parkettsessel 47 (Regieberater)
- 1931: Das Lied der Nationen (Drehbuchautor)